# Acid gras omega-9

Structura chimică a acidului oleic

Acizii grași omega-9, denumiți și acizi grași ω-9 sau n-9, sunt acizi grași mononesaturați (MUFA) caracterizați prin prezența unei duble legături, la trei 9 atomi distanță de gruparea metilică terminală din structura lor chimică. Spre deosebire de cei omega-3 și omega-6, acizii grași omega-9 nu sunt clasificați ca acizi grași esențiali, deoarece pot fi produși de corpul uman. Totuși, pot fi considerați a fi parțial-esențiali pentru organismul uman. Exemple includ: acid oleic, acid elaidic, acid ricinoleic, acid erucic și acid nervonic.